# 호르헤 카베사스
호르헤 카베사스(스페인어: Jorge Leguín Cabezas Hurtado, 2003년 9월 6일~)는 콜롬비아의 축구 선수로, 질링엄와 콜롬비아 연령별 대표팀에서 공격수로 활동하고 있다.

## 구단 경력
2021년 4월 14일에 코파 콜롬비아에서 야네로스를 상대로 후반전에 교체 출전하며 프로 데뷔전을 치렀다. 2022년 2월 27일에 카테고리아 프리메라 B에서 레알 산탄데르를 상대로 성인 첫 득점을 기록했다.

## 국가대표팀 경력
2023년 1월, CONMEBOL U-20 축구 선수권 대회의 콜롬비아 명단에 포함되었다.
2023년 5월, FIFA U-20 월드컵의 콜롬비아의 최종 명단에 포함되었다.<ref>Prieto Pérez, Miguel Ángel (2023년 5월 9일). “Convocatoria de la Selección Colombia para el Mundial Sub 20”. 《Diario AS》 (스페인어). 2023년 5월 10일에 확인함.</ref